# فلوریس سوم، کنت هلند
فلوریس سوم، کنت هلند (به انگلیسی: Floris III, Count of Holland)، کنت هلند از سال ۱۱۵۷ تا ۱۱۹۰ و فرزند درک ششم و سوفیا بود.